# Мёрфи, Кэтрин
Кэтрин Дж. Мёрфи (родилась в 1964 году) — первая женщина- глава кафедры химии (2020), американский химик и материаловед, профессор химии в Иллинойсском университете в Урбане-Шампейне. Известна своей работой над наноматериалами, в частности, над синтезом золотых наностержней с контролируемым соотношением сторон с использованием затравочных частиц. Наностержни и нанопровода имеют многообещающие применения во многих областях, в том числе и для доставки лекарств. Является членом Американской ассоциации содействия развитию науки, Национальной академии наук и Американской академии искусств и наук (2019). Имеет многочисленные награды .

## Ранняя жизнь и образование
Кэтрин родилась в Моррис-Плейнс, Нью-Джерси, в 1964 году. Она училась в средней и старшей школе в Глен-Эллин, штат Иллинойс, после того как её семья переехала в пригород Чикаго (1974). Студенка первого поколения Иллинойсского университетеав Урбане-Шампейне. Получила степень бакалавра наук по химии и биохимии (1986). Прошла стажировку в исследовательском центре Amoco в Напервилле, штат Иллинойс.
Получила докторскую степень в Университете Висконсин-Мэдисон (1990). Дипломная работа была посвящена поверхностной химииполупроводников. Завершила постдокторскую работу в качестве постдокторанта NSF и NIH под руководством Жаклин Бартон в Калифорнийском технологическом институте (1990—1993).

## Карьера
Вошла в преподавательский состав кафедры химии и биохимии Университета Южной Каролины (1993), став первой женщиной-преподавателем на этой кафедре, получившей постоянную должность. Она оставалась в Южной Каролине до 2009 года, став в том же году профессором химии имени Гая Ф. Липскомба.
В 2009—2017 году —в составе преподавателей на кафедре химии в Университете Иллинойса в Урбане-Шампейне в качестве профессора химии имени Питера К. и Гретхен Миллер Маркунас. В 2020 году назначена заведующей кафедрой химии в Университете Иллинойса в Урбане-Шампейне, став первой женщиной, когда-либо занимавшей эту должность.
Сотрудничает с кафедрами биоинженерии, материаловедения и инженерии, Лабораторией исследования материалов, Лабораторией микро- и нанотехнологий, Центром перспективных исследований, Медицинским колледжем Карла Иллинойса и Институтом передовой науки и технологий Бекмана. Является старшим исследователем Центра устойчивых нанотехнологий Национального научного фонда.
За время своей карьеры в Университете штата Юта была наставницей и консультантом, получив за эту работу премию Siemens-Westinghouse High School Science Mentor Award (2002) и премию University of South Carolina Outstanding Undergraduate Research Mentor Award (2003).
Опубликовала более 295 научных публикаций. Редактировала два сборника материалов конференций SPIE в 2001 и в 2002 году. С 2008 года Кэтрин Мёрфи является соавтором учебника по общей химии «Химия: центральная наука»,
Её индекс Хирша (на 2024 года) составляет 104 по данным Google Scholar и 96 по данным Scopus. Мёрфи имеет три патента от Бюро по патентам и товарным знакам США.
2006—2010, Мёрфи была старшим редактором журнала Journal of Physical Chemistry.
2011—2020, заместителем редактора журнала Journal of Physical Chemistry C, а с 2020 года — членом его редакционно-консультативного совета..
Является председателем Научно-консультативного совета Фонда Уэлча . Она также является членом Совета директоров Исследовательской корпорации по развитию науки.

## Исследования
Исследования Кэтрин Мёрфи направлены на неорганические наноматериалы и биофизические свойства ДНК. Особенно важен синтез золотых наностержней с контролируемым соотношением сторон, осуществляемый с помощью затравочных частиц. Её лаборатория занимается изучением поверхностной химии, биологических приложений и экологических последствий применения данных наноматериалов.

## Награды
Мерфи завоевала множество наград и получила признание за свою научную деятельность, исследования, преподавание, наставничество и карьеру в целом. Была избрана членом Американской ассоциации содействия науке (2008), Национальной академии наук (2015) и Американской академии искусств и наук (2019). ЧленАмериканского химического общества (2011), Королевского химического общества (2014) и Общества исследования материалов (2017).
Достижения, впервые достигнутые женщинами:
- первая женщина, получившая постоянную должность на химическом факультете Южно-Калифорнийского университета,
- первая женщина, занявшая должность заведующей кафедрой в Университете Уэйкока

- премия Кэрол Тайлер от Международного института драгоценных металлов (2013)[22]
- премия «Вдохновляющие женщины в STEM» от организации Insight into Diversity (2015)[23].

В знак признания Мёрфи была награждена:
- премией Национального научного фонда CAREER Award[англ.] (1995)[24]
- стипендией Фонда Альфреда П. Слоуна (1997)[25]
- премией Национального научного фонда за особые творческие достижения (1998)[11]
- премией Рассела Университета Южной Каролины за исследования в области науки, математики и техники (2005)[26]
- премией Отделения неорганической химии Американского химического общества за неорганическую нанонауку (2011)[27]
- премией TREE (трансформационные исследования и выдающиеся достижения в образовании) (2015)[11]
- премией Ленгмюра Отделения коллоидной и поверхностной химии Американского химического общества (2015)[11]
- премией за выдающиеся достижения в исследованиях Центра нано/биоинтерфейсов Пенсильванского университета (2016)[11]
- премией Ремсена за исследования и преподавание Мэрилендского отделения Американского химического общества(2019)[28]
- Медалью Лайнуса Полинга Американского химического общества (2019)[29]
- Медалью MRS Общества материаловедения (2019)[30]
- премией научного общества PROTEOMASS за достижения в карьере (2020[31]
- премией Американского химического общества по неорганической химии (2020), став первой женщиной, удостоенной этой награды[32].

Рейтинги Кэтрин Мёрфи
- 10-е место в списке 100 лучших учёных-материаловедов 2000—2010 от Thomson Reuters (2011)[33]
- 32-е место в списке 100 лучших химиков 2000—2010[34]
- высокоцитируемый исследователь в области материаловедения (2014, 2015)[11]
- высокоцитируемый исследователь в области химии (2014, 2015, 2016)[11]
- высокоцитируемый исследователь согласно Clarivate Analytics (2018)[35].

За свой преподавательский вклад Мёрфи была награждена премией:
- Cottrell Scholar Award (1996)[36]
- USC Mortar Board Excellence in Teaching Award (1996)[37]
- Camille Dreyfus Teacher-Scholar Award (1998)[38]
- Golden Key Faculty Award от Университета Южной Каролины за творческую интеграцию исследований и обучения в бакалавриате (1998)[36]
- имени Майкла Дж. Мунго от Университета Южной Каролины за преподавание в бакалавриате (2001)[39]

## Личная жизнь
Кэтрин замужем за Бобом Мёрфи, с которым познакомилась во время учёбы в Иллинойсском университете в Урбане-Шампейне.
Боб Мёрфи преподавал математику в Университете Южной Каролины, а затем в Иллинойсском университете в Урбане-Шампейне. Семья проживает в Урбане, штат Иллинойс.